# Louis Alter
Louis Alter (* 18. Juni 1902 in Haverhill, Massachusetts; † 5. November 1980 in New York City, New York) war ein US-amerikanischer Liedtexter und Komponist von Filmmusik, der zwei Mal für den Oscar für den besten Song nominiert war.

## Leben
Alter begann 1915 im Alter von dreizehn Jahren als Pianist Musik für Stummfilme in Kinos zu spielen und studierte später am renommierten New England Conservatory of Music. In den 1920er Jahren wirkte er an der Seite von Irène Bordoni bei zahlreichen Vaudeville-Shows mit und ging mit Nora Bayes zwischen 1924 und deren Tod 1928 auch auf Tourneen durch die USA sowie im Ausland. 
Anschließend begann er seine Laufbahn als Liedtexter und Komponist von Filmmusik in der Filmwirtschaft Hollywoods 1929 bei dem Kurzfilm Ben Pollack and His Park Central Orchestra für den er den Song „My Kinda Love“ für das Orchester des Bandleaders Ben Pollack schrieb. 
Bei der Oscarverleihung 1937 war Alter zusammen mit dem Texter Sidney D. Mitchell erstmals für den Oscar für den besten Song nominiert, und zwar für „A Melody from the Sky“ aus dem Filmdrama Kampf in den Bergen (The Trail of the Lonesome Pine, 1936) von Henry Hathaway mit Fred MacMurray, Sylvia Sidney und Henry Fonda in den Hauptrollen.
Seine zweite Oscarnominierung für den besten Song erhielt er 1942 mit Frank Loesser für den Song „Dolores“ aus dem Musikfilm Las Vegas Nights (1941) von Ralph Murphy mit den Hauptdarstellern Constance Moore, Bert Wheeler und Phil Regan.
Alter verfasste Lieder wie „Dolores“ oder „Come Up and See Me Sometime“, die in sechzig Filmen gespielt wurden, aber auch in den Fernsehshows von Perry Como, Dean Martin, David Frost und Johnny Carson. Alter, dessen Tochter Alison Alter als Schauspielerin 1969 in dem Kurzfilm Hang Up von Joseph Marzano mitwirkte, wurde 1975 in die Songwriters Hall of Fame aufgenommen.

## Filmografie (Auswahl)
- 1929: Wir schalten um auf Hollywood (The Hollywood Revue of 1929, Song „Gotta Feelin’ for You“)
- 1929: Die eiserne Maske (The Iron Mask, Song „One for All, All for One“)
- 1936: Kampf in den Bergen (The Trail of the Lonesome Pine, Song „A Melody from the Sky“)
- 1937: Gehetzt (You Only Live Once, Song „A Thousand Dreams of You“)
- 1941: Las Vegas Nights (Song „Dolores“)
- 1947: Liebe auf den zweiten Blick (Living in a Big Way, Song „Fido and Me“)
- 1949: Sturmflug (Slattery’s Hurricane, Song „Dolores“)
- 1952: Happy-End… und was kommt dann? (The Marrying Kind, Song „Dolores“)
- 1972: Der Pate (The Godfather, Song „Manhattan Serenade“)
- 1974: Das gibt’s nie wieder (That's Entertainment!, Dokumentarfilm, Song „Gotta Feelin’ for You“)